# Détective Conan : Le Sous-marin noir
Série
Détective Conan : La Fiancée de Shibuya
(2022) Détective Conan : L'Étoile à un million de dollars
(2024)
Pour plus de détails, voir Fiche technique et Distribution.
Détective Conan : Le Sous-marin noir (名探偵コナン 黒鉄の魚影, Meitantei Konan: Kurogane no Sabumarin) est un film d'animation japonais sorti en 2023,, réalisé par Yuzuru Tachikawa et scénarisé par Takeharu Sakura, sous la supervision de Gōshō Aoyama. Il s'agit du vingt-sixième long métrage issu de la série Détective Conan. Le film porte sur une ingénieure enlevée dans une installation maritime d'Interpol, impliquant l'organisation des hommes en noir, antagonistes principaux de la franchise. Le long-métrage fait suite à La Fiancée de Shibuya.
Dans la pure lignée de ces films annuels, ce nouveau Conan détrône localement le précédent au box-office, et est le premier film Conan à générer plus de 10 milliards de yens au Japon,,. Il totalise 106 millions de dollars dans le monde, principalement grâce aux marchés japonais et sud-coréen. Un récapitulatif de 90 min compilant des séquences de la série animée, l'Histoire d'Ai Haibara - Le Train noir, est également produit et distribué au Japon et en VOSTFr en France,.
Le long métrage est présenté hors compétition au Festival d'Annecy 2023 avec des retours enthousiastes,. Il s'agit du troisième film Détective Conan à être distribué au cinéma en France, appartenant à une succession d'échecs commerciaux en salle et en vidéo, sans retour sur investissement pour le distributeur indépendant Eurozoom,,,. La faible mobilisation autour du précédent film dissuadent certains exploitants de projeter cette suite sur les écrans du pays,,.
Détective Conan : Le Sous-marin noir sort en France le 2 août 2023 en version originale et française. Pour ce troisième opus, les cinémas exigent des chiffres de fréquentation plus importants avec un ultimatum de 150 000 entrées,,,,. Il est stratégiquement programmé au cours de l'été pour toucher une cible plus large que le cercle de fans,, la sortie évolue au gré des réticences des partenaires. Du propre aveu du distributeur, le film se heurte également à un rejet du grand public français,. Il fait un flop avec un peu moins de 30 000 entrées, soit un résultat inférieur à La Fiancée de Shibuya,,,.
Eurozoom affirme qu'il pouvait être le dernier à être licencié par eux en cas d'échec,,,.

## Synopsis
Le film se déroule dans la mer près de l'île d'Hachijō-jima, à Tokyo. Une équipe internationale d’ingénieurs est réunie pour une opération à grande échelle au sein de « La bouée du Pacifique », une installation en mer permettant de relier entre elles les caméras de sécurité des polices du monde entier. Un test d'une « nouvelle technologie » basée sur un système de reconnaissance faciale y est en cours.
Pendant ce temps, Conan Edogawa qui visite l’île avec les Détectives Juniors apprend qu’une employée d’Europol a été assassinée en Allemagne par l’Organisation des Hommes en Noir. Inquiet, Conan se faufile dans la bouée du Pacifique et découvre qu'une ingénieure a été kidnappée par l'Organisation. Un grincement lugubre résonne à travers les fonds marins tandis qu’une ombre noire plane sur Ai Haibara.

## Fiche technique
- Titre original : 名探偵コナン 黒鉄の魚影 (Meitantei Conan: Kurogane no Sabumarin?)
- Titre français : Détective Conan : Le Sous-marin noir
- Réalisation : Yuzuru Tachikawa
- Scénario : Gōshō Aoyama, Takeharu Sakura
- Musique : Yûgo Kanno
- Sociétés de production : TMS Entertainment
- Société de distribution : Eurozoom
- Pays d'origine :  Japon
- Langue originale : Japonais
- Format : Couleur
- Genre : Animation, policier
- Durée : 110 minutes
- Dates de sortie :
  - Japon : 14 avril 2023
  - France : 30 mai 2023 (projection presse), 16 juin 2023 (avant-première, Festival d'Annecy[9]), 2 août 2023 (sortie nationale[16])

## Distribution

### Voix originales
- Minami Takayama : Conan Edogawa
- Wakana Yamazaki : Ran Mori
- Rikiya Koyama : Kogoro Mori
- Kappei Yamaguchi : Shinichi Kudo
- Kenichi Ogata : Hiroshi Agasa
- Megumi Hayashibara : Ai Haibara
- Yukiko Iwai : Ayumi Yoshida
- Ikue Ōtani : Mitsuhiko Tsuburaya
- Wataru Takagi : Genta Kojima
- Shunichi Ikeda : Shūichi Akai
- Ryūtarō Okiayu : Subaru Okiya
- Miyuki Ichijou : Jodie Starling
- Chafurin : Juzo Megure

### Voix françaises
- Ioanna Gkizas : Conan Edogawa
- Bruno Mullenaerts : Shinichi Kudō
- Marie-Line Landerwijn : Ran Mōri, Mitsuhiko Tsuburaya
- Franck Fischer : Kogorō Mōri, Ethan Hondo
- Thierry Janssen : Genta Kojima, Dr Agasa
- Laëtitia Liénart : Ai Haibara
- Béatrice Wegnez : Ayumi Yoshida
- Rémi Barbier : l'inspecteur Megure
- Jean-Marc Delhausse : Gin
- Peppino Capotondi : Vodka
- Guylaine Gibert : Vermouth
- Martin Faliu : Amuro Tōru (Bourbon)
- Claire Guyot : Kir
- Mélissa Windal : Grace
- Reda Brissel : Subaru Okiya
- Célia Torrens : Jodie Starling
- Lucas Fanchon : Shuichi Akai
- Donald Reignoux : Pinga
- Adeline Chetail : Naomi Argento
- Laurent Bonnet : Yosuke Makino
- Magaly Teixeira : Miwako Sato
- Célia Torrens : Jodie Starling
- Damien Van-Liedekerke : Sous-marinier

## Production
Le 7 novembre 2022, la sortie du 26e film dérivé de la franchise Détective Conan est annoncée dans un reportage spécial intitulé Detective Conan 2023 the Movie Super Special Report [2023 GW release] (劇場版『名探偵コナン2023』超特報【2023年GW公開), publié sur la chaîne Toho MOVIE sur YouTube,,. À l'origine, le film était annoncé, comme ces prédécesseurs, juste après la projection spéciale Halloween du 25e film, La Fiancée de Shibuya,, avec une vidéo de 30 secondes mettant en scène l'une des protagonistes de la série, Ai Haibara (alias Sherry),,,. Le 30 novembre 2022, les informations concernant le titre du film, et l'équipe technique sont annoncés. On y a apprend notamment que le film sera réalisé par Yuzuru Tachikawa, qui a été le réalisateur des 3 saisons de Mob Psycho 100, de Death Parade, et de la série Deca-Dence. Takaharu Sakurai est également annoncé de retour à l'écriture du scénario, après Détective Conan : The Scarlet Bullet, tout comme Yugo Kanno à la composition des musiques du long-métrage, après son travail sur le précédent film. D'autres informations sont également développées dans la première édition 2023 du Weekly Shōnen Sunday, où il est indiqué une date de sortie prévue pour le 14 avril 2023 au Japon. Le numéro du magazine indique également que le film sera également proposé en IMAX, MX4D, 4DX et Dolby Cinema.
En France, le film est annoncé en février 2023 pour une sortie dans les salles le 2 août 2023, par un tweet du compte officiel d'Eurozoom, relayé ensuite par différents médias.

## Sorties
Avec le distributeur Eurozoom, le long-métrage est exploité nationalement dans 163 salles en France métropolitaine le 2 août 2023 et également à La Réunion, en Polynésie française, en Belgique et au Luxembourg.

### France

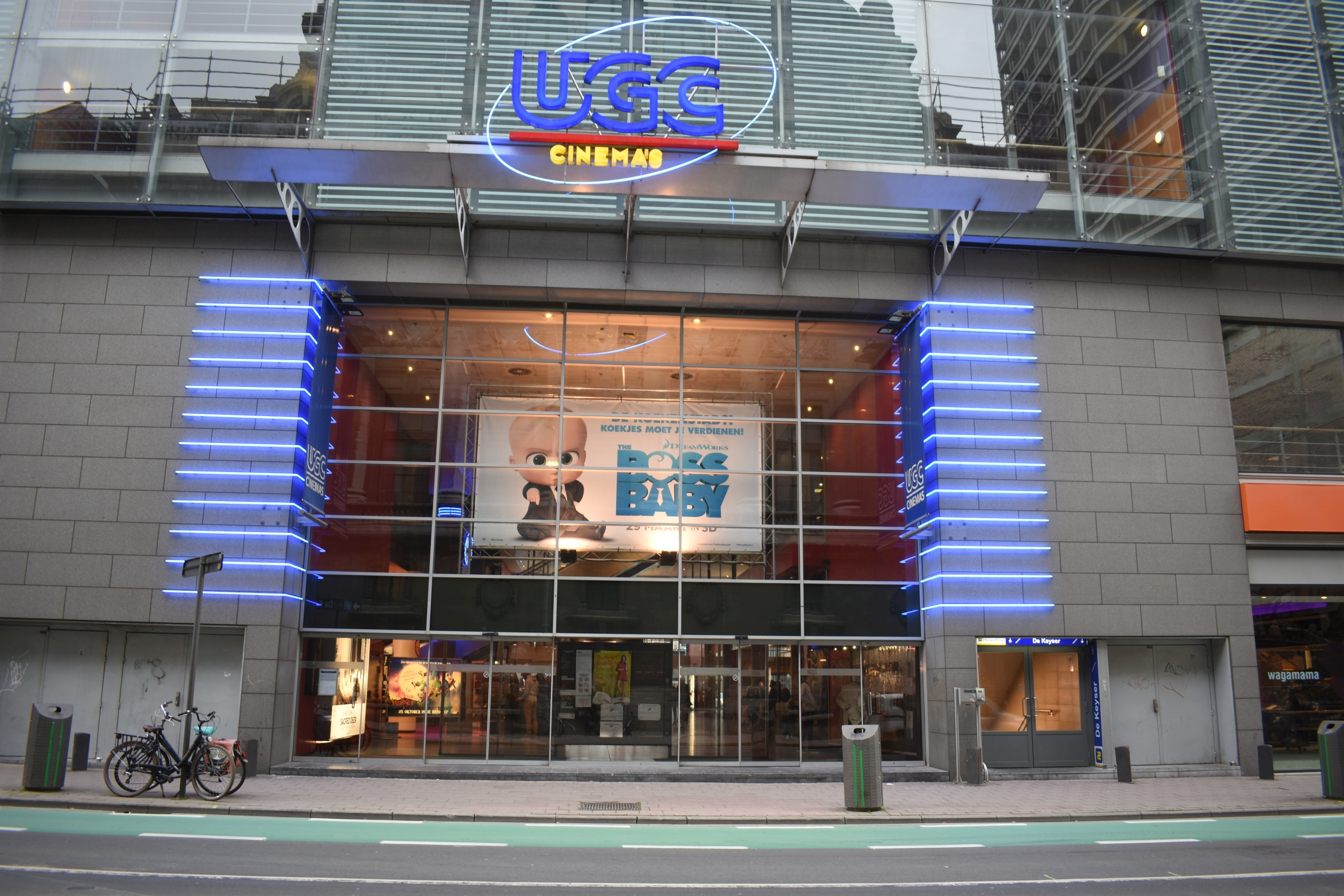
Le distributeur Eurozoom souhaitait lancer un film par an et comptait sur une croissance exponentielle de la fréquentation, les exploitants posent néanmoins un ultimatum après les résultats de La Fiancée de Shibuya — 17e flop du box-office français en 2022 — : un minimum de 150 000 entrées sur cette suite,.

En 2021, le studio TMS France approche le distributeur français Eurozoom pour réintroduire Détective Conan en France, lequel signe après avoir déjà repéré cette franchise et le succès de ses longs métrages au Japon,. Produits à un rythme annuel, ces films se classent systématiquement dans le trio de tête du box-office japonais. Les rapports entre le studio et le distributeur conviennent en amont que la notoriété de la licence au Japon ne justifie pas d'avoir des ambitions similaires en France. Malgré le déficit de notoriété sur le territoire, Eurozoom tente sa chance avec deux opus, puis ce troisième film en VOSTFr et avec une version française produite par le studio luxembourgeois Soundtastic, familier des productions du distributeur. En discussion commune, Eurozoom fait le choix d'être cohérent avec le public cible de ce type de production et reprend, pour les protagonistes, les comédiens des premiers épisodes de la série télévisée que produisait alors AB Productions et dont la popularité s'est développée sur France 3 entre 2005 et 2006.
Les deux films précédents sont des gouffres financiers sans retour sur investissement,,, La Fiancée de Shibuya est le 17e film le moins rentable du box-office français en 2022 avec 33 440 entrées,. Le distributeur évoque à ce sujet un effet de loupe, dû aux « bruits » d'une bulle sur les réseaux sociaux, qui ont faussé les attentes et les décisions d'investissement sur ce second épisode, Eurozoom se déclare déçu par les fans de la franchise et de leur manque de mobilisation ; la dirigeante du distributeur Amel Lacombe s'est également dite désabusée des conjectures « puristes » de ces fans, déconnectés de toute réalité, et affirme avoir éprouvé des difficultés à valoriser une sortie en salle et son importance aux yeux de ce public, plus enclin à attendre des sorties sur les plateformes de streaming. De ce type de projet, il est exprimé qu'un diffuseur comme Netflix n'en veut pas sous son modèle et que seul le succès en salle, en première semaine, compte pour pouvoir défendre la licence et produire des suites, la sortie physique ne rentabilisant pas ces productions.
Bien que le distributeur indépendant souhaite installer Conan comme une franchise tout public, avec à moyen terme un objectif de « plusieurs centaines de milliers d'entrées » par volet, le grand public et le public familial « de Disney » boudent également ces deux premières productions,,. Ce manque de succès nuit à la réputation de ces productions et du distributeur auprès des cinémas, les programmateurs de cinéma se basent sur ces résultats pour arguer de la faiblesse de ces projets et en refuser l'exploitation.
L'exploitation des deux précédentes productions contribue à débloquer la situation autour de la série animée Détective Conan et de ses premiers épisodes en vidéo à la demande, en télévision et en Fast TV,. Néanmoins, un effet de notoriété suffisant sur les sorties en salle était encore attendu sur Le Sous-marin noir par le distributeur et les salles de cinéma. Du propre aveu du distributeur, le seuil minimum de 150 000 entrées doit être atteint sur ce troisième film pour persuader les cinémas de continuer, soit le quintuple des entrées de La Fiancée de Shibuya et autant que les films d'animation japonais à licence Dragon Ball Z, Le Film 2 en 1996 (AB Films Distribution) et Pokémon 3 en 2001 (Warner Bros France),. Si le succès n'est pas au rendez-vous, Eurozoom affirme alors que le film pouvait être le dernier à être distribué en France,,,.
En février 2023, la communication n'est pas différente de celle de ses prédécesseurs, avec l'annonce de la date de sortie sur les réseaux sociaux du distributeur Eurozoom accompagnée d'une bande-annonce en japonais sous-titré.
En avril 2023, le Sous-Marin Noir est annoncé dans la sélection hors-compétition du festival d'Annecy pour une séance évènement (en version originale) en juin 2023 en présence de son réalisateur, Yuzuru Tachikawa. À la suite de cette avant-première, le quotidien 20 minutes fait écho des « réactions enthousiastes du public d’Annecy ». En juillet, des extraits en français sont présentés à la Japan Expo en présence de la doubleuse de Ran Mouri, Marie-Line Landerwijn. Le Sous-Marin noir (en version originale) est joué à des dates variées en avant-premières dans des villes comme Paris, Lyon, Strasbourg, Mitry-Mory, Cannes, Marseille entre le 29 juillet et le 1er août 2023,.
Le Sous-Marin Noir est projeté à travers la France le 2 août 2023. Ce film sort plus tardivement que ses prédécesseurs par rapport à la sortie japonaise, à une période où la concurrence est moins rude et où les vacances scolaires estivales permettent, potentiellement, de toucher un public plus large,. Les cinquante premiers spectateurs se voient remettre un lot de cadeaux publicitaires lors de la représentation stratégique de 9 heures à l'UGC Les Halles. Cette sortie du Sous-marin noir bénéficie de l’« Aide sélective à la distribution » et de l’« Aide à l’édition vidéo » du Centre national du cinéma et de l'image animée (CNC). La distribution est plus restreinte que celle de son prédécesseur, avec un total de cent soixante-dix-huit copies en France, en Belgique et au Luxembourg. D'après la fondatrice d'Eurozoom, le film a « de très bonnes critiques presse, mais en ce qui concerne le grand public, notamment dans les villes de province, c’est plus compliqué puisque les salles sont un peu réticentes ».
Au 1er jour de sa sortie, la distributrice réaffirme sa volonté avec le studio TMS de poursuivre in fine Détective Conan en France et évoque, pour sa part, de résultats encourageants, « déjà meilleurs que pour La Fiancée de Shibuya ». Cette stratégie, qui mise sur la durée, s'inspirerait du succès croissant des films One Piece en France. Après une semaine, le film est retiré de la programmation de plusieurs cinémas, faute d'un nombre suffisant d'entrées,. Le Sous-marin noir est un flop, en totalisant un résultat inférieur à La Fiancée de Shibuya sur son exploitation complète. Les droits des premiers épisodes de la série télévisée ne sont pas renouvelés sur Netflix et d'autres plateformes entre l'été et l'automne qui suivent cette exploitation infructueuse. Le 14 décembre 2023, Eurozoom annonce que le comité Détective Conan et TMS Europe confirment leur accord sur la distribution d'un quatrième film en 2024, L’Étoile à 1 Million de dollars.

## Accueil

### Critique
En France, le site Allociné donne une moyenne de 3,3⁄5, après avoir recensé 15 critiques de presse.
Les critiques s'accordent sur le fait qu'il s'agit d'un épisode de commande destiné à son public, « coloré et palpitant » pour Le Figaro, « c'est fun, c'est frais, c'est surprenant, bref, toujours un plaisir » pour Première. Les Fiches du Cinéma, Télé 2 semaines et Télé Loisirs notent une intrigue « alambiquée ». Benjamin Benoit d'IGN critique un « pur objet sériel » sur son côté sur-explicatif et d'une proposition uniquement accessible aux amateurs de la franchise, « Le Sous-marin noir établit des connexions nouvelles dans le canon et a un étonnant moment de dramaturgie qui dénote avec la saga » et estime que le film est correct pour « le rythme, l'ambiance James Bond, et toujours plus de moyens - mais ça reste le film annuel Conan ». L'hebdomadaire L'Obs relève les « poursuites, courses contre la montre et déductions malicieuses [...] au programme des très nombreux rebondissements d’un scénario trépidant » et regrette « l’animation [qui] manque d’un supplément d’âme ».
Pour Le Dauphiné Libéré, « Alors ce n’est pas faute de faire des efforts, notamment avec d’efficaces scènes d’action, mais il semblerait que le charme japonais de cette saga fourre-tout n’agisse plus dans les salles obscures françaises ». Pour la rédaction du Parisien, « mêlant plus ou moins adroitement animation, l’animé bourré de suspense ne perd pas de son caractère enlevé ni de sa nervosité. De quoi ravir les spectateurs, qui manquaient pourtant à l’appel pour les deux dernières sorties de la franchise ». Pour Thibault Liessi des Dernières Nouvelles d'Alsace, cette 26e aventure du petit détective est « sympathique mais beaucoup trop similaire à ses précédents films ». Aubin Bouillé de CinéSérie parle d'une « intrigue en apparence complexe et étoffée, mais finalement très linéaire [...] extrêmement bavarde, qui sur-explique tous ses éléments [...] des codes classiques du genre, mais qui peuvent perdre les néophytes ».

### Box-office
Au Japon, le Sous-marin noir a été présenté dans 504 salles de cinéma, un record dans l'histoire des films Conan. Le premier jour de sa sortie, le film rapporte plus de 850 millions de yens japonais (6,09 millions de dollars américains) pour plus de 580 000 entrées. Le 7 mai 2023, vingt-quatre jours après sa sortie, il cumule 10 milliards de yens au box-office (73,7 millions de dollars) pour 7,2 millions entrées, détrônant La Fiancée de Shibuya en tant que film Conan le plus rentable de son histoire, et devenant le premier film Conan à générer plus de 10 milliards de yens,. Le film totalise 106 millions de dollars dans le monde, majoritairement localement et en Corée du Sud.
En France, le film se classe en 7e position du box-office des nouveautés le jour de sa sortie avec 3 484 entrées, dont 634 en avant-premières, pour 163 copies. Le film suit le drame Les Tournesols sauvages (3 844) et devance le film de science-fiction On dirait la planète Mars (2 350). Le film engrange 18 183 entrées au bout de sa première semaine d'exploitation, un score identique à son prédécesseur et enregistre la plus faible moyenne spectateurs parmi les nouveautés (6 spectateurs/salle). En huit semaines, le film totalise 29 839 entrées pour 114,385 $ de recettes, soit un résultat inférieur à La Fiancée de Shibuya.
En Belgique francophone, le Sous-marin noir totalise 356 entrées et au Luxembourg, 152 spectateurs, des chiffres en hausse comparés aux précédents films.